# Hoa hậu Hoàn vũ 1993
Hoa hậu Hoàn vũ 1993 là cuộc thi Hoa hậu Hoàn vũ lần thứ 42 được tổ chức tại thành phố Mexico, Mexico vào ngày 21 tháng 5 năm 1993. Cuộc thi có tổng cộng 79 thí sinh tham dự với chiến thắng thuộc về người đẹp Dayanara Torres của Puerto Rico.

## Kết quả

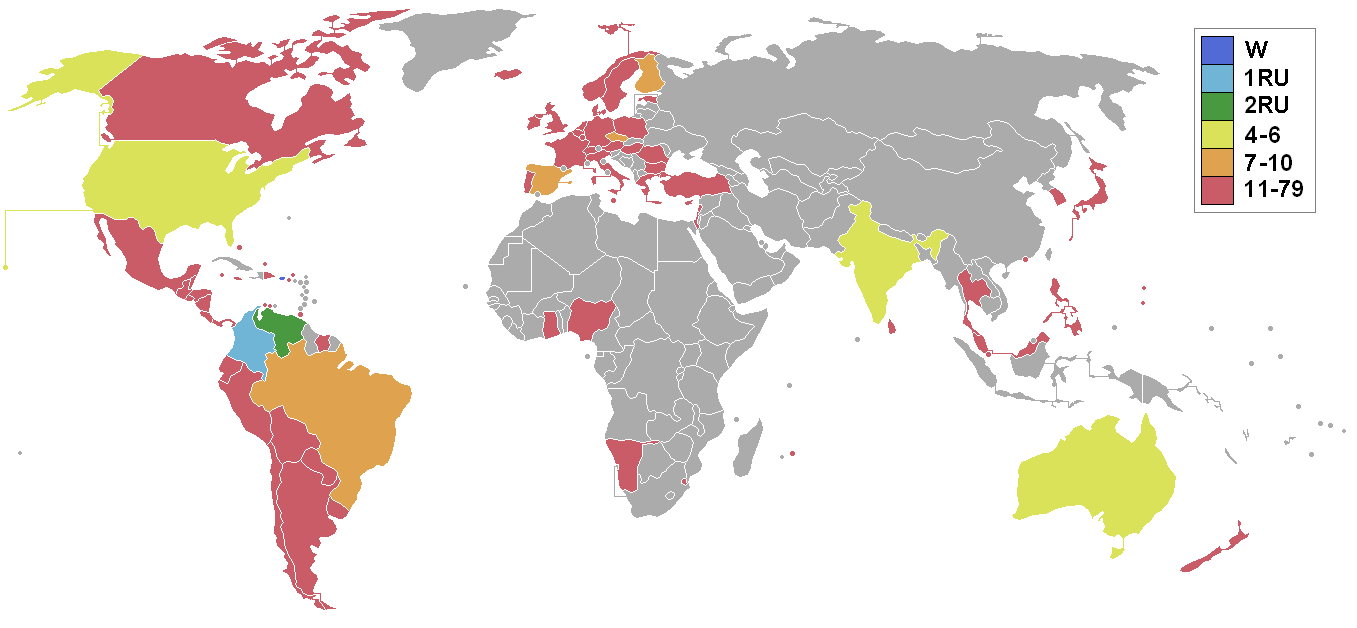
Các quốc gia và vùng lãnh thổ tham gia Hoa hậu Hoàn vũ 1993 và kết quả.

### Thứ hạng
| Kết quả              | Thí sinh |
| -------------------- | --- |
| Hoa hậu Hoàn vũ 1993 | - Puerto Rico – Dayanara Torres                                                                                                |
| Á hậu 1              | - Colombia – Paula Andrea Betancur                                                                                             |
| Á hậu 2              | - Venezuela – Milka Chulina |
| Top 6                | - Úc – Voni Delfos - Ấn Độ – Namrata Shirodkar - Hoa Kỳ – Kenya Moore                                                          |
| Top 10               | - Brazil – Leila Cristine Schuster - Cộng hòa Séc – Pavlina Barbukova - Phần Lan – Tarja Smura - Tây Ban Nha – Eugenia Santana |

### Thứ tự gọi tên
| 1. Colombia 2. Úc 3. Ấn Độ 4. Tây Ban Nha 5. Cộng hòa Séc 6. Puerto Rico 7. Hoa Kỳ 8. Brazil 9. Phần Lan 10. Venezuela | 1. Venezuela 2. Hoa Kỳ 3. Úc 4. Puerto Rico 5. Ấn Độ 6. Colombia | 1. Colombia 2. Venezuela 3. Puerto Rico |

## Các giải thưởng đặc biệt
| Giải thưởng                 | Thí sinh                        |
| --------------------------- | ------------------------------- |
| Hoa hậu Thân thiện          | - Ghana – Jamila Haruna Danzuru |
| Hoa hậu Ảnh                 | - Tây Ban Nha – Eugenia Santana |
| Trang phục dân tộc đẹp nhất | - Na Uy – Ine Beate Strand      |
| Trình diễn áo tắm đẹp nhất  | - Úc – Voni Delfos              |
| Mái tóc đẹp nhất Palmolive  | - Venezuela – Milka Chulina     |

## Hội đồng giám khảo
- María Conchita Alonso - Nữ ca sĩ kiêm diễn viên người Cuba-Venezuela.
- A.J. Kitt - vận động viên trượt tuyết đổ đèo người Mỹ và huy chương đồng tại Giải vô địch trượt tuyết thế giới năm 1993.
- Mirjana Van Blaricom - Cựu Chủ tịch Hiệp hội báo chí nước ngoài ở Hollywood.
- José Luis Cuevas - Họa sĩ và nhà điêu khắc người Mexico.
- Pamela Dennis - Nhà thiết kế thời trang người Mỹ.
- Glenn Daniels - Giám đốc casting.
- Keiko Matsui - Nghệ sĩ nhạc jazz người Nhật.
- Michael Dorn - Diễn viên người Mỹ gốc Phi.
- Lupita Jones – Hoa hậu Hoàn vũ 1991 đến từ Mexico

### Chung kết
| \| Quốc gia/Vùng lãnh thổ \| Trung bình sơ bộ \| Phỏng vấn \| Áo tắm \| Dạ hội \| Trung bình bán kết \| \| ---------------------- \| ---------------- \| ---------- \| ---------- \| ---------- \| ------------------ \| \| Puerto Rico \| 9.074 (8) \| 9.114 (6) \| 9.314 (6) \| 9.507 (5) \| 9.312 (4) \| \| Colombia \| 9.217 (4) \| 9.267 (4) \| 9.508 (2) \| 9.815 (1) \| 9.530 (3) \| \| Venezuela \| 9.239 (2) \| 9.843 (1) \| 9.336 (6) \| 9.526 (4) \| 9.568 (1) \| \| Úc \| 9.102 (7) \| 9.627 (2) \| 9.624 (1) \| 9.743 (2) \| 9.545 (2) \| \| Ấn Độ \| 9.050 (9) \| 8.886 (9) \| 9.429 (3) \| 9.582 (3) \| 9.299 (5) \| \| Hoa Kỳ \| 9.238 (3) \| 9.136 (5) \| 9.367 (5) \| 9.367 (7) \| 9.290 (6) \| \| Brazil \| 9.287 (1) \| 8.936 (8) \| 9.297 (7) \| 9.496 (6) \| 9.243 (7) \| \| Cộng hòa Séc \| 8.990 (10) \| 9.286 (3) \| 9.154 (9) \| 9.171 (8) \| 9.204 (8) \| \| Phần Lan \| 9.183 (6) \| 9.043 (7) \| 9.407 (4) \| 9.091 (10) \| 9.180 (9) \| \| Tây Ban Nha \| 9.202 (5) \| 8.880 (10) \| 8.914 (10) \| 9.167 (9) \| 8.987 (10) \| | Hoa hậu Á hậu 1 Á hậu 2 Top 6 Top 10 (#) Xếp hạng ở mỗi phần thi |            |            |            |                    |
| Quốc gia/Vùng lãnh thổ | Trung bình sơ bộ                                                 | Phỏng vấn  | Áo tắm     | Dạ hội     | Trung bình bán kết |
| Puerto Rico | 9.074 (8)                                                        | 9.114 (6)  | 9.314 (6)  | 9.507 (5)  | 9.312 (4)          |
| Colombia | 9.217 (4)                                                        | 9.267 (4)  | 9.508 (2)  | 9.815 (1)  | 9.530 (3)          |
| Venezuela | 9.239 (2)                                                        | 9.843 (1)  | 9.336 (6)  | 9.526 (4)  | 9.568 (1)          |
| Úc | 9.102 (7)                                                        | 9.627 (2)  | 9.624 (1)  | 9.743 (2)  | 9.545 (2)          |
| Ấn Độ | 9.050 (9)                                                        | 8.886 (9)  | 9.429 (3)  | 9.582 (3)  | 9.299 (5)          |
| Hoa Kỳ | 9.238 (3)                                                        | 9.136 (5)  | 9.367 (5)  | 9.367 (7)  | 9.290 (6)          |
| Brazil | 9.287 (1)                                                        | 8.936 (8)  | 9.297 (7)  | 9.496 (6)  | 9.243 (7)          |
| Cộng hòa Séc | 8.990 (10)                                                       | 9.286 (3)  | 9.154 (9)  | 9.171 (8)  | 9.204 (8)          |
| Phần Lan | 9.183 (6)                                                        | 9.043 (7)  | 9.407 (4)  | 9.091 (10) | 9.180 (9)          |
| Tây Ban Nha | 9.202 (5)                                                        | 8.880 (10) | 8.914 (10) | 9.167 (9)  | 8.987 (10)         |

## Thí sinh tham gia
| - Argentina - Alicia Andrea Ramón - Aruba - Dyane Escalona - Úc - Voni Delfos - Áo - Rosemary Bruckner - Bahamas - Marietta Ricina Sands - Bỉ - Sandra Joine - Belize - Melanie Smith - Bolivia - Roxana Arias Becerra - Brazil - Leila Schuster - Quần đảo Virgin (Anh) - Rhonda Hodge - Bulgaria - Lilia Koeva - Canada - Nancy Ann Elder - Quần đảo Cayman - Pamela Ebanks - Chile - Savka Pollak - Colombia - Paula Andrea Betancur - Costa Rica - Catalina Rodriguez - Curaçao - Elsa Roozendal - Síp - Photini Spyridonos - Cộng hòa Séc - Pavlina Baburkova - Đan Mạch - Maria Hirse - Cộng hòa Dominica - Odalisse Rodriguez - Ecuador - Arianna Mandini Klein - El Salvador - Katherine Mendez - Estonia - Kersti Tänavsuu - Phần Lan - Tarja Smura - Pháp - Veronique de la Cruz - Đức - Verona Feldbusch - Ghana - Jamila Haruna Danzuru - Anh Quốc - Kathryn Middleton - Hy Lạp - Kristina Manoussi - Guam - Charlene Gumataotao - Guatemala - Diana Galván - Honduras - Denia Marlen Reyes - Hồng Kông - Lư Thục Nghi - Hungary - Zsanna Pardy - Iceland - Maria Run Haflidadóttir - Ấn Độ - Namrata Shirodkar - Ireland - Sharon Ellis - Israel - Yana Khodyrker - Ý - Elisa Jacassi | - Jamaica - Rachel Stuart - Nhật Bản - Yukiko Shiki - Hàn Quốc - Yoo Ha-young - Liban - Samaya Chadrawi - Luxembourg - Nathalie dos Santos - Malaysia - Lucy Narayanasamy - Malta - Roberta Borg - Mauritius - Danielle Pascal - Mexico - Angelina González - Namibia - Anja Schroder - Hà Lan - Angelique van Zalen - New Zealand - Karly Dawn Kinnaird - Nicaragua - Luisa Amalia Urcuyo - Nigeria - Rhihole Gbinigie - Quần đảo Bắc Mariana - Victoria Taisakan Todela - Na Uy - Ine Beate Strand - Panama - Giselle Amelia Gonzales - Paraguay - Carolina Barrios - Perú - Déborah de Souza-Peixoto - Philippines - Melinda Joanna "Dindi" Tanseco Gallardo - Ba Lan - Marzena Wolska - Bồ Đào Nha - Carla Marisa da Cruz - Puerto Rico - Dayanara Torres - Romania - Angelica Nicoara - Singapore - Renagah Devi - Tây Ban Nha - Eugenia Santana - Sri Lanka - Chamila Wickramesinghe - Suriname - Jean Zhang - Swaziland - Danila Faias - Thụy Điển - Johanna Lind - Thụy Sĩ - Valérie Bovard - Thái Lan - Chattharika Ubolsiri - Trinidad và Tobago - Rachel Charles - Thổ Nhĩ Kỳ - Ipek Gumusoglu - Quần đảo Turks và Caicos - Michelle Mills - Uruguay - María Fernanda Navarro - Hoa Kỳ - Kenya Moore - Quần đảo Virgin (Mỹ) - Cheryl Simpson - Venezuela - Milka Chulina |

## Chú ý

### Lần đầu tham gia
- Cộng hòa Séc
- Estonia
- Swaziland

### Trở lại
- Lần cuối tham gia vào năm 1991:
  -  Belize
  -  Ghana
  -  Hồng Kông
  -  Ý
  -  Trinidad và Tobago

### Bỏ cuộc
- Bermuda
- Cộng đồng các Quốc gia Độc lập – Các nước thành viên sau này tham dự riêng lẻ từ đó trở đi.
- Quần đảo Cook
- Tiệp Khắc – Chia cắt thành Cộng hòa Séc và Slovakia vào ngày 1 tháng Một, năm 1993.
- Ai Cập
- Kenya
- Trung Hoa Dân Quốc

### Không tham gia
- Zambia – Elizabeth Mwanza